# Narthecusa lomelensis
Narthecusa lomelensis är en fjärilsart som beskrevs av Embrik Strand 1918. Narthecusa lomelensis ingår i släktet Narthecusa och familjen mätare. Inga underarter finns listade i Catalogue of Life.